# Oliver Ballabriga
Oliver Ballabriga Mateo (Rubí, Barcelona, España, 7 de septiembre de 1979) más conocido como Oliver Ballabriga, es un entrenador de fútbol español. Actualmente dirige al Cerdanyola del Vallès Futbol Club de la Segunda Federación.

## Trayectoria
Comenzó en los banquillos dirigiendo en las categorías inferiores del UFB Jabac i Terrassa y en la temporada 2013-14, firma por el juvenil "A" del conjunto barcelonés.
En la temporada 2014-15, se hace cargo del juvenil "A" de la UE Cornellà.
En junio de 2016, firma por el CP San Cristóbal de la Primera División Catalana.
Al término de la temporada 2017-18, logra el ascenso con CP San Cristóbal al Grupo V de la Tercera División de España, al que lo dirige durante cuatro temporadas más.
El 19 de octubre de 2022, se marcha del CP San Cristóbal después de 6 temporadas y firma como entrenador del Cerdanyola del Vallès Futbol Club de la Segunda Federación, tras la destitución de Toni Carrillo.

## Clubes
| Club                              | País              | Año             |
| --------------------------------- | ----------------- | --------------- |
| UFB Jabac i Terrassa Juvenil A    | Bandera de España | 2013-2014       |
| UE Cornellà Juvenil A             | Bandera de España | 2014-2015       |
| CP San Cristóbal                  | Bandera de España | 2016-2022       |
| Cerdanyola del Vallès Futbol Club | Bandera de España | 2022-actualidad |